# Кодекс 052
Кодекс 052 (Gregory-Aland) — унциальный манускрипт Нового Завета на греческом языке, палеографически датирован X веком.

## Особенности рукописи
Рукопись содержит фрагмент текста Откровения Иоанна (7,16-8,12), на 4 пергаментных листах (29,5 x 23 см). Текст на листе расположен в двух колонках, 27 строк на страницу.
Греческий текст рукописи отражает византийский тип текста. V категория Аланда.
Рукопись хранится на горе Афон в монастыре Пантелеимон (99,2).